# KeyBank Center
Das KeyBank Center ist eine Mehrzweckhalle in der US-amerikanischen Stadt Buffalo im Bundesstaat New York. Die Halle beherbergt das Eishockeyteam der Buffalo Sabres aus der National Hockey League (NHL) und die Buffalo Bandits aus der National Lacrosse League (NLL). Außerdem wird die Arena regelmäßig für Konzerte und College-Basketballspiele genutzt (NCAA Basketball Tournament und Metro Atlantic Athletic Conference).
Hin und wieder wird die Arena außerdem für Wrestling-Veranstaltungen genutzt, so z. B. Fully Loaded 1999, WCW Fall Brawl 2000 und 2005 WWE Great American Bash. Früher war die HSBC Arena Heimat der Buffalo Destroyers, Buffalo Blizzard, Buffalo Stampede, Buffalo Wings und der NCAA Frozen Four 2003.

## Geschichte
Das KeyBank Center am Buffalo River in Downtown Buffalo wurde am 21. September 1996 eröffnet und ersetzte das Buffalo Memorial Auditorium von 1940. Zunächst hieß die Arena Crossroads Arena, aber der Name wurde in Marine Midland Arena geändert, noch bevor das erste Spiel stattgefunden hatte, da die Marine Midland Bank (Teil der HSBC Bankgruppe) Namenssponsor wurde. 1999 wurde der Name in HSBC Arena geändert. Im selben Jahr wurde das erste College-Basketballturnier ausgetragen. Die Arena bietet Platz, je nach Veranstaltung, für bis zu 19.200 Zuschauer. Am 25. August 2011 gaben die Buffalo Sabres bekannt, dass die Arena zukünftig den Namen First Niagara Center, nach der First Niagara Bank, tragen wird. Die Vertragslaufzeit beträgt 15 Jahre. Im September 2016 wurde der Name der Arena offiziell in KeyBank Center geändert. Der Hintergrund war die Übernahme der First Niagara Bank durch die KeyCorp bzw. deren Kreditinstitut KeyBank.
Zur NHL-Saison 2024/25 soll die Halle renoviert werden. Dabei erhält das KeyBank Center u. a. ein neues Dach. Unter dem Hallendach wird ein neuer Videowürfel von Mitsubishi Electric aufgehängt, der mit 43 × 27 ft (rund 13,11 × 8,23 m) etwa doppelt so groß ist wie die bisherige Anlage. Die alte Videoanlage (22 × 12,6 ft, rund 6,71 × 3,84 m) gehört zu den fünf kleinsten Anzeigetafeln in der NHL. Des Weiteren ist eine Überarbeitung und Modernisierung der Beschallungsanlage geplant sowie in den nächsten Jahren eine Erneuerung der Bestuhlung angedacht ist.

## Zwischenfälle
Am 16. November 1996 stürzte, einige Minuten nach dem Ende eines Trainings, der achtseitige Videowürfel von der Hallendecke herunter. Niemand wurde verletzt, aber das einige Stunden später angesetzte Spiel zwischen den Sabres und den Boston Bruins musste verschoben werden.

## Galerie

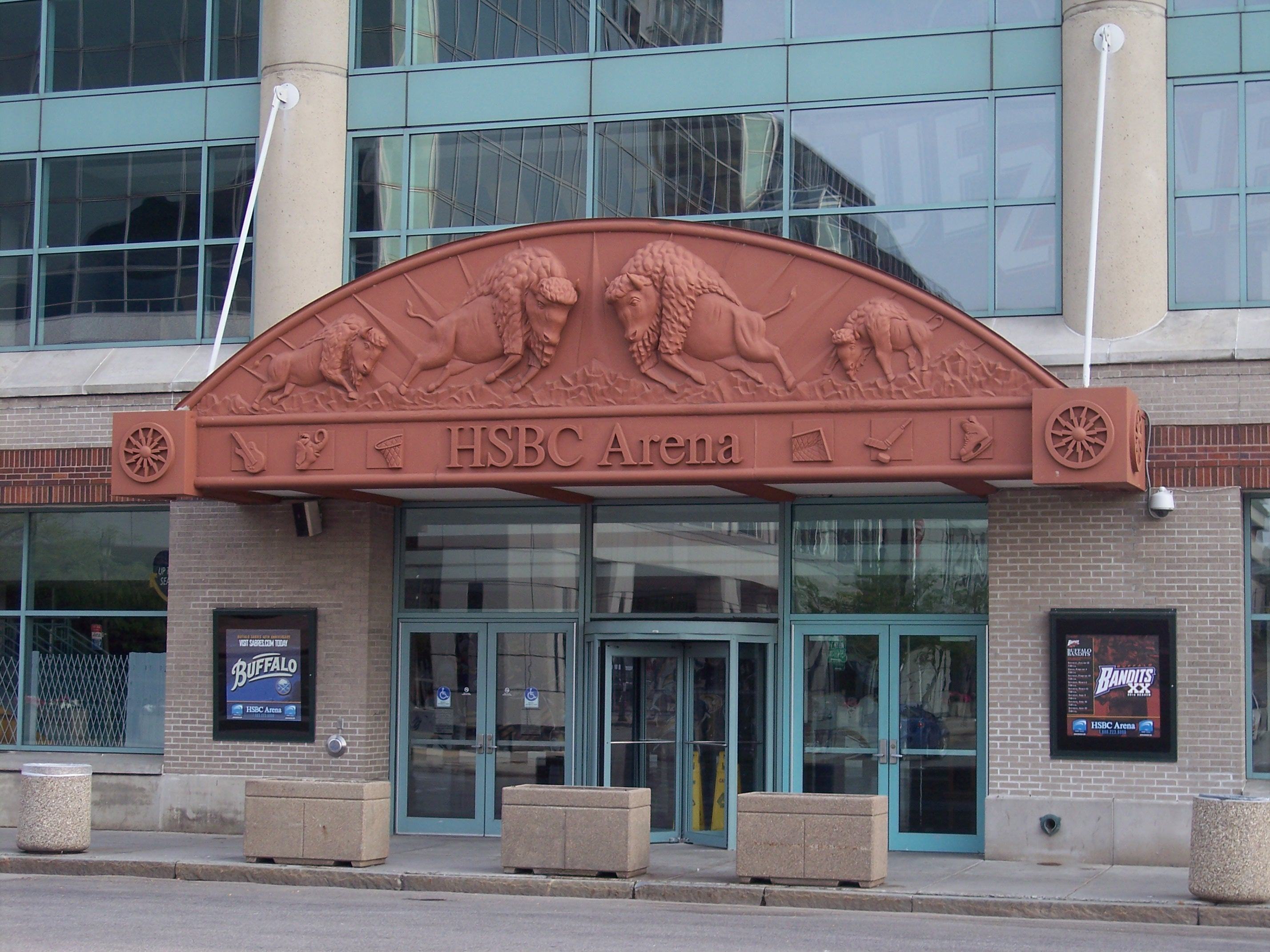
Der Fronteingang
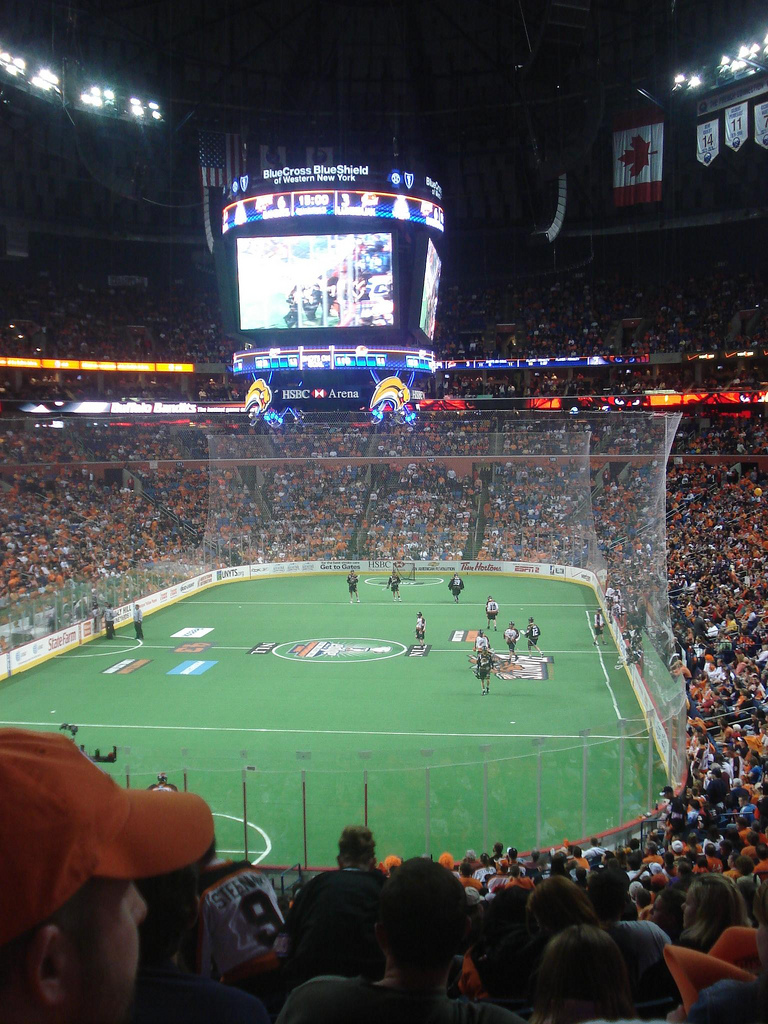
Das KeyBank Center während eines Lacrosse-Spiels
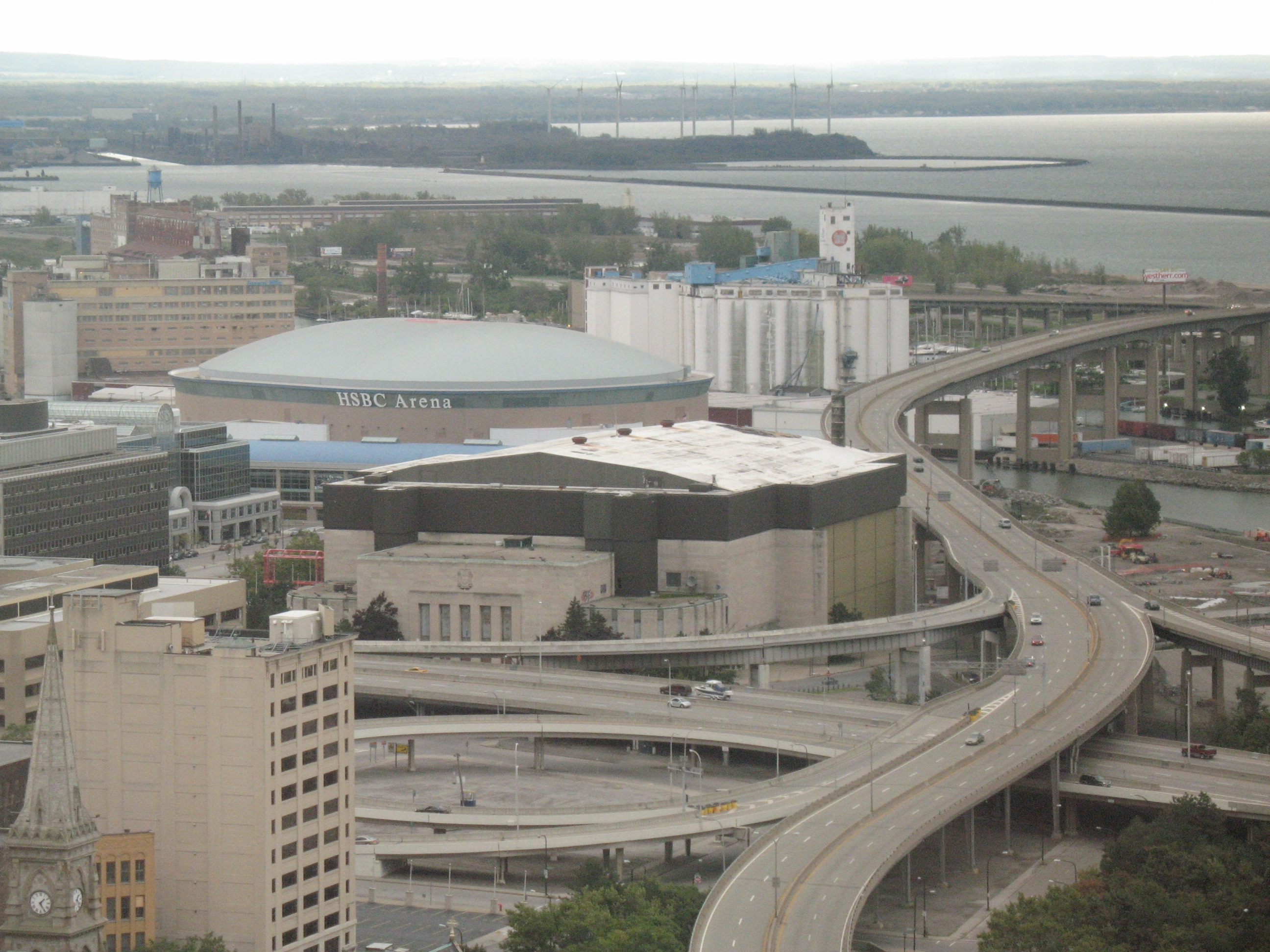
Luftaufnahme
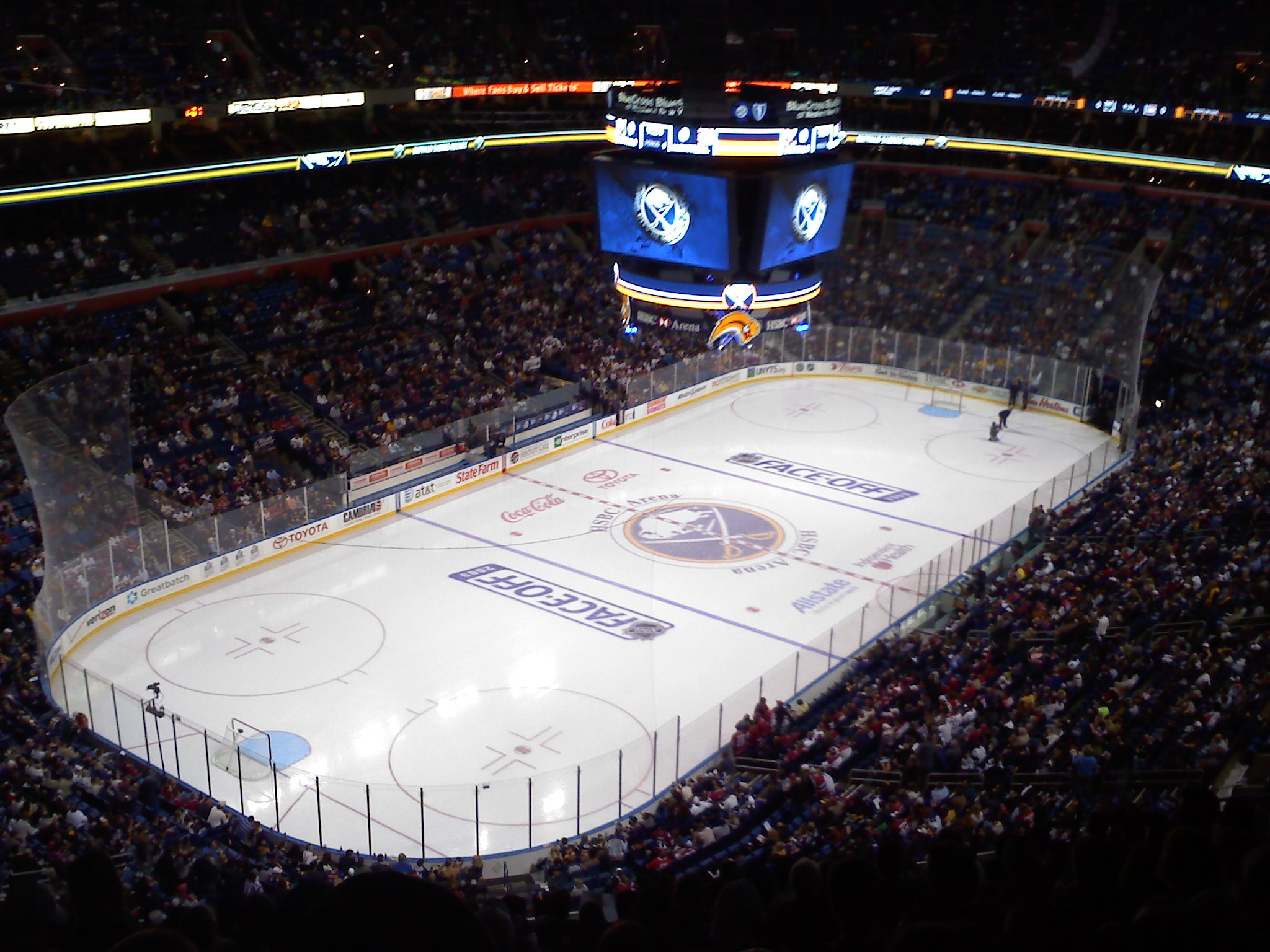
Die Eisfläche
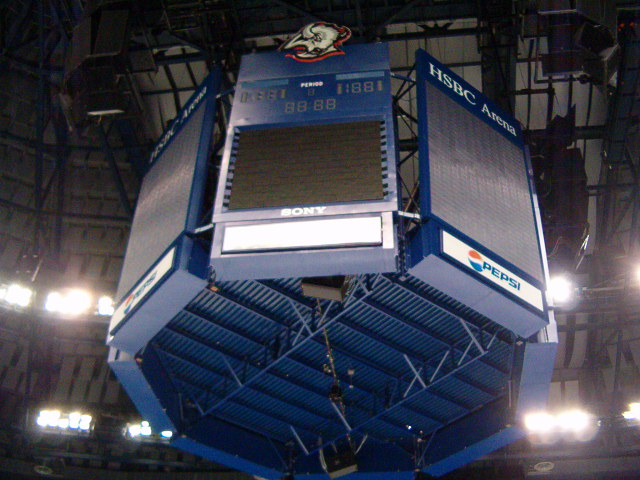
Der Videowürfel